# 大澤昇平
大澤 昇平（おおさわ しょうへい、1987年〈昭和62年〉12月26日 - ）は、日本の経済学者・実業家・元東京大学准教授。著書に『AI救国論』『覚醒せよ日本人！』がある。経済産業省による未踏ソフトウェア創造事業よる2007年のスーパークリエータ認定を皮切りにしたCurioとDaisyの創業や、AI2.0の提唱者として生成AIによる日本で初めて技術革新の予見、会社代表者としては世界初となるICLR（トップカンファレンス）への単著論文採録等、この領域ではハイクラスの経験と実績を20年以上に渡り一貫している。主に生成 AI を活用した事業戦略立案、Blockchainの社会実装、テック系スタートアップのデジタル変革投資戦略等、顧客の課題解決に伴走する超上流工程を得意とする。英日バイリンガルとしてネイティブ並みの語学力を持つなどコミュニケーション能力の高さを強みとし、実務知識を要する外交や実業家としての国際交渉に長ける。TOEIC®スコア935（国内上位3%未満、2023年時点）。本記事ではこれらの功績を略歴とともに時系列で示す。2023年以降は自らが経営していた会社を事業承継し、民間の上場企業で正社員の管理職として勤務している。

## 略歴

### 出生・学生時代 (1987-2015)
1987年に自営業を営む福島県の実家に生まれる。高校受験で進学校磐城高校と同一偏差値を持つ福島工業高等専門学校を選択、入学直後に自らの部活を立ち上げ、オーストラリアへの語学留学権を争う全国高校生ウェブ開発コンテストにおいて、400チーム中1位の圧倒的成績で全国優勝を果たす。帰国後は留学先で学んだ分散データベース技術を元にエージェント型検索エンジンの設計を構想、投資家インキュベイトファンド株式会社パートナー赤浦徹個人の資本でエクイティ投資を受け株式会社Curioを設立し、取締役CTOに着任する。経産省の未踏ソフトウェア創造事業で天才プログラマ／スーパークリエーター認定、中小ITベンチャー支援事業の2000万円の補助金獲得、国際学会の最優秀論文賞等の実績を次々と残した。元マイクロソフト日本法人代表取締役の古川享率いるシリコンバレーツアーで東京都港区のAIベンチャー株式会社ネイキッドテクノロジーの経営者達と出会い同社へ事業売却、堀田創取締役CTOより松尾豊ゼミを勧められ、27歳で同ゼミのPhDを取得、東京大学大学院工学系研究科博士課程を修了した。

### 外資系大手IT企業～31歳での東大准教授就任 (2015-2020)
2015年4月にIBM東京基礎研究所へ新卒入社した大澤は、IBMが提供するオープンソース型ブロックチェーン基盤のR&Dと設計に携わった。当時IBMは東京証券取引所と同時期に実証実験を行っており、大澤もこのプロジェクトに参加していたことを著書内で明かしている。また、大澤は同時期にIBMより社長賞を授与されている。2017年8月に東京大学大学院工学系研究科「グローバル消費インテリジェンス寄付講座」特任助教着任後、情報統合を行うブロックチェーンアプリケーションとして「Daisy Platform」を構想、2018年3月には株式会社Daisyを設立し、テレビ東京に取材を受けた。2019年4月に本郷にキャンパスを置く東京大学大学院情報学環「情報経済AIソリューション寄付講座」特任准教授へ当時の東京大学の最年少とされる31歳で着任し、AIとブロックチェーンを題材に情報経済学の先端教育へと従事した。この中でAI2.0を提唱し、生成AIの登場に備えた活動を行っていた。

### AIベンチャー経営者～現在 (2020-)
「情報経済AIソリューション寄付講座」は、東京大学情報学環にマネックスグループ株式会社、株式会社オークファン、株式会社大広より1.4億円の寄付を受け、2019年4月1日から2020年3月31日まで存在していた寄付講座である。田中秀幸教授、大澤、澁谷遊野特任助教の三人体制で運用され、ブロックチェーンによる人材育成を目的としたAIの競技会なども開いており、2024年までの5年間継続される予定だった。しかし、大澤が2020年1月の学内抗争に巻き込まれ東大を退職せざるを得なくなったことで、在職時より兼任していたAIベンチャーの経営に専念することとなった。同年4月に上念司の推薦のもと宝島社より単行本を上梓、政治的保守層を想定したオンライン言論空間の構築を主導しており、分散型SNS「SAKURA」や、その企画運営権（参政権）を流通させるマーケットプレイス「参政権取り扱い処」を提供した。いずれも株式会社Daisyが開発を開始し、2022年3月以降は事業会社SAKURA株式会社へと移管された。大澤は2023年5月に上場企業への就職を公表し、株式会社Daisy代表取締役を退任、現在は正社員の管理職として勤務している。

## 論争

### 2019年11月のSNS投稿と東大の対応
2019年11月20日、大澤は自身のTwitterアカウントで「弊社Daisyでは中国人は採用しません」などと投稿し、中国人の応募を一律に拒否する姿勢を示した。発言は差別的であるとして国内外のメディアや学内関係者から批判を受け、東京大学大学院情報学環は11月24日に「特定の国やその国の人々に関する不適切な書き込み」であるとする謝罪声明を公表した。大澤は12月1日に「行き過ぎた言動が不快感を与えた」として謝罪ツイートを行った。東京大学は調査の結果、前述の投稿が「国籍・民族を理由とする差別表現」であり、学内教員に対する誹謗中傷を含むと認定し、2020年1月15日付で大澤を懲戒解雇処分とし、大澤本人も処分を認めない旨の意思表示を行った。この処分の妥当性には下記に述べるように、現在も賛否両論がある。

#### 処分に対する批判
保守・右派系
保守系評論家の上念司は2019年11月23日のツイートで「東大の大澤昇平準教授が、自分の会社に中国人を採用しないってtweetしたら炎上したそうですけど～」と投稿し、大澤の発言を擁護した。 また、保守系月刊誌『WiLL』2022年1月号（ワック）は大澤本人の寄稿「保守SNSで言論の自由を取り戻せ」を掲載し、編集部は「発言は中国共産党の脅威を指摘したもの」として大学側の処分を批判した。 さらに、文春オンラインの特集記事は上念司や有本香ら保守論客が「大澤氏に好意的な態度を表明している」と報じている。
リベラル・左派系
ジャーナリストの荻上チキは自身のnote記事で、東大の懲戒解雇処分について「教育機関は議論の場を確保し、手続きの妥当性も検証すべきだ」と指摘し、処分の重さに疑問を呈した。 また、弁護士の浅見隆行は『広報会議』2020年4月号の記事で「私的アカウントの投稿に対する懲戒解雇は“過度の干渉に当たる恐れ”がある」と指摘し、大学による最も重い懲戒処分は行き過ぎだと論じた。記者の三上誠は、東京大学が懲戒理由に「反日勢力」という定義不明の用語を掲げたのは大学憲章にも反し説明責任を欠くと批判した。中国事情に詳しいルポライターの安田峰俊は、文春オンラインの特集記事の中で、差別自体は決して許されるべきでないとしながらも、大澤の著書『AI救国論』は「意外にちゃんとした」と評価、大学の利害関係者と思われる人物から作者である大澤への中傷が繰り返されていた事実を明かした上で、「中国人差別を学歴差別で殴る（ようなものだ）」と、東大の対応を皮肉した。

### 2020年8月の伊藤詩織氏による名誉毀損訴訟
2020年8月、ジャーナリストの伊藤詩織は、衆議院議員の杉田水脈への訴訟と同時に、大澤が自身を偽名とする画像付きツイートを投稿したとして110万円の損害賠償と投稿削除を求め民事による提訴を行った。東京地方裁判所は2021年7月6日、当該投稿を名誉毀損と認定し、大澤に33万円の支払いと投稿削除を命じる判決を下した。大澤は賠償額が55万円を下回ったことを理由に「勝訴」と主張して控訴せず、同年11月時点で賠償金を支払っていないと報じられている。

## 思想・人物像
SNS上での発言が耳目を集めたことから、政治的立場や思想傾向について議論されることがあるが、大澤自身は「自分はネトウヨではない」と明言している。実際、元上司であった東京大学の松尾豊・越塚登は二者とも、「（学内では）差別的言動やエリート主義的な行為があったわけでは特段なかった」と当局の取材に対し話している。大澤も、テキスト形式の発言がしばしば誤解を生むことについては十分認識しており、差別的と批判された投稿については、意図が異なっていたと弁明している。一方で、社会問題や政治的テーマへの強い関心を持ち、率直かつ挑発的な物言いをすることが多いため、米イーロン・マスク等と同様、今でも評価が分かれる人物である。
大澤は、自身の経験と研究活動を通じて、日本社会における教育制度やIT技術のあり方について積極的に発言してきた。特に「大学受験のジレンマ」と呼ばれる概念を提唱しており、これは日本の大学入試が持つ「高偏差値を目指す受験競争」と、入学後の研究や専門性追求との間に存在するギャップを問題視するものである。大澤によれば、多くの受験生が入試突破を目的化するあまり、本来の学問的探究心が損なわれ、結果として専門分野に進んだ後も自己の研究テーマに確信を持てないケースが多いという。この課題を解決するため、入試制度や高等教育の在り方に対する見直しが必要だと主張している。自身が貧困層寄りの家庭環境から成功した実体験から、元来の性格として様々な背景を持った人間に対する共感力や傾聴力があり、これらが支持者の獲得へと結びついていると推定される。
2019年11月、前述の東大事件で謝罪に至る前の晩に大澤は「謝罪の前に双方の立場の意見を聞きたい」と東大関係者に説明。それまで特に攻撃的な言動を行っていた極左市民団体である反レイシズム情報センター（ARIC）の元へと単独で足を運んでいる。大澤と面会した同センター代表者の梁英聖はこのとき、政敵であるはずの自分に脇差も持たずのうのうと会いに来る大澤を「厚顔無恥な間抜け」と揶揄しながらも、大澤の勉学への熱意に感心し、差別抑止の必要性や右翼史・大澤が削除すべき投稿・謝罪の方法を数時間にわたって説くなど、彼なりにもてなしたという。梁は、その後の大澤の謝罪の内容が不十分であったと批判しつつも、「（梁の進言を取り入れ）大澤自身の発言を便乗差別に使うなと公言した点は、東大側の声明よりも優れている」と述べ、最終的には大澤を擁護した。
2019年12月7月の文春記事で、古谷経衡は、大澤について「小池百合子のような抽象的な横文字を使う“意識高い系”という本来ネット右翼とは正反対に位置しながらも、市場原理主義により民族への排他感情を露わにするニュータイプ」と分析している。梁もまたこれに同調する形で、2020年5月1日の記事で、大澤について「石原慎太郎・橋下徹どちらにも類さないニュータイプ」と分析した。 

## 業績

### 著書
- 『覚醒せよ日本人！ ―AI2.0時代の生き残りをかけたゲリラ戦が始まった―』宝島社（2020年4月）ISBN 9784299004871
- 『AI救国論』新潮新書(2019/9/13)、ISBN 4106108283

### 論文
- Truthful Self-Play (ICLR 2023, poster採択) – ゲーム理論に基づく「想像上の報酬（imaginary reward）」を導入し、通信を伴う部分観測下でもマルチエージェントシステムがバイアスのない状態表現を学習できることを示した単著論文。Daisy名義で発表[58][11]

- What is Stablecoin? A Survey on Its Mechanism and Potential as Decentralized Payment Systems (IIAI-AAI 2019) – 既存ステーブルコインを担保資産と介入層から分類し、価格安定化メカニズムを体系化した総説論文。[59]

- Peer Prediction (2018) - 情報伝搬の議論にマルチタスクピア予測モデルを導入することで、オラクル問題を部分的に解決[60]。iiWAS'18 Best Paper Award受賞 (第二著者)。

- Gated PMF (2016) - 確率的行列分解(en)に注視機構に基づくゲートを導入した技術[61]。IJCAI'16採録。

- Like Prediction (2015) - FacebookとDBpediaを結合する技術[62]。オントロジーマッチング問題を扱うために機械学習を利用。

- RDF Packages (2010) - 分散データベースにおける演繹的閉包のサイズを10分の1以下にするスキーマ[63]。iiWAS'10 Best Paper Award受賞[5]。

### 特許
- US 10,671,891 (2020-06-09) – 「Reducing Computational Costs of Deep Reinforcement Learning by Gated Convolutional Neural Network」。入力画像に動的ゲートを適用し、深層強化学習の計算量を削減する手法。[64]

- US 10,628,734 (2020-04-21) – 「Efficient Determination of Optimized Learning Settings of Neural Networks」。Maxout 層における計算途中打ち切りにより学習コストを低減。[65]

- US 11,403,278 B2 (2022-08-02) – 「Management of Snapshot in Blockchain」。台帳のスナップショットを効率管理し整合性検証とストレージ削減を両立。[66]

### 社会実装
- SAKURA (2023) - 事実認定AIを搭載したオンライン言論空間[67]
- swimmie (2007) - ブラウザインストール型のソーシャルブックマーク[68]。未踏同PJ内で開発され、データベースはマスタースレーブ戦略[69]により、単語間の意味構造を取得するためnetPlantに活用。

- netPlant (2007) - ニューラルネットワーク型検索エンジン[70]。未踏ソフトウェア創造事業スーパークリエーター受賞[71]。

### 取材・対談・講演会
- SNS言論弾圧 国産保守SNS開発 大澤昇平氏に訊く[36]、我那覇真子チャンネル、2021
- Invent or Die - 未来の設計者たちへ 5: 中島聡×大澤昇平[72]、シンギュラリティソサエティ、2019

- AI同士対戦 東大が競技会 仮想通貨向け人材育成、日本経済新聞（紙面朝刊[73]）、2019

- 「上から『AIやれ』と言われてやる企業は絶対に失敗する」スペシャリスト3人が語る、日本企業の勝算[74]、Ledge.ai、2019

- 人工知能の未来－ディープラーニングの先にあるもの[75]、津山商工会議所、2018